# Hazas de Cesto
Hazas de Cesto è un comune spagnolo di 1 347 abitanti situato nella comunità autonoma della Cantabria.
Il comune è formato da tre località: Beranga (capoluogo), Hazas de Cesto e Praves.